# AD Ciudad de Guadalajara
AD Ciudad de Guadalajara (pełna nazwa:Asociación Deportiva Ciudad de Guadalajara) – męski klub piłki ręcznej z Hiszpanii, powstał w 2007 roku w Guadalajarze. Klub występuje w hiszpańskiej Lidze ASOBAL. Obecnie nosi nazwę Quabit Guadalajara.